# ネズミ下目
ネズミ下目（ネズミかもく）、別名齧歯下目（げっしかもく、Myodonta）またはネズミ形下目・ネズミ形亜目（ネズミけいかもく・ネズミけいあもく、Myomorpha）は、齧歯目内のグループである。ネズミ、ハムスター、タビネズミ(レミング)、ハタネズミ等、哺乳動物の1/4の1137種が属す。ほとんどすべての種が陸上で生活し、通常は木の実などを食べる。
このグループの齧歯目内での分類学的位置づけについては、いくつかの異なる説があるが、いずれでも、名称・階級は異なれどこのグループは認められている。
- ネズミ形亜目 Myomorpha（広義）：齧歯下目 Myodonta[4] - ウロコオリス形下目Anomaluromorphaなどと共にネズミ形亜目にまとめる分類。
- ネズミ形亜目 Myomorpha（狭義）[5] - ネズミ形亜目のそれぞれの下目を亜目に格上げする分類。
- リス顎亜目 Sciurognathi：ネズミ形下目 Myomorpha[3] - 古い分類で、現在はあまり使われない。
- 亜目 Supramyomorpha：下目 Myomorphi[6] - 2019年に提唱された分類で、MyomorphaはMyomorphiのシノニムとなる。Anomaluromorphi・Castorimorphiが同階級に属する。

## 分類
ネズミ下目の種は、あごと歯の構造により分類される。多くはネズミ上科に分類されるが、この他に、トビネズミ上科も含まれている。
以下の現生科の分類は、Burgin et al. (2020) に従う。和名は原則として川田ら (2018) に従うが、一部を遠藤・佐々木 (2001) に従った。
- ネズミ上科[3] Muroidea
  - トゲヤマネ科 Platacanthomyidae
  - メクラネズミ科 Spalacidae
  - カンガルーハムスター科 Calomyscidae
  - アシナガマウス科 Nesomyidae
  - キヌゲネズミ科 Cricetidae
  - ネズミ科 Muridae
- トビネズミ上科[3] Dipodoidea
  - トビネズミ科 Dipodidae
  - トビハツカネズミ科[3] Zapodidae
  - Sminthidae（現生属はオナガネズミ属Sicistaのみ。トビネズミ科のオナガネズミ亜科Sicistinaeを独立科として分割[8]）

絶滅科としては、トビネズミ上科に属するシミムス科Simimyidaeがある。
歴史的には、以下の科もネズミ形下目に属していた。2005年以降の分類体系では他の亜目に属している。
- ホリネズミ上科 Geomyoidea →ビーバー形亜目
  - ポケットマウス科 Heteromyidae
  - ホリネズミ科 Geomyidae
- ヤマネ上科 Gliroidea →リス形亜目
  - ヤマネ科 Gliridae